# بلير ويتش
بلير ويتش (بالإنجليزية: Blair Witch)‏ هي لعبة فيديو رعب نفسي تم تطويرها بواسطة بلوبير تيم ونشرتها ليونزغيت إنترتاينمنت. تم الكشف عن اللعبة في معرض الترفيه الإلكتروني وقد تم إصدار اللعبة في 30 أغسطس 2019 على إكس بوكس ون ومايكروسوفت ويندوز، كما تم إصدارها على خدمة إكس بوكس جيم باس.

## طريقة اللعب
تم تجهيز اللاعب بهاتف خلوي، جهاز اتصال لاسلكي، مصباح يدوي، كاميرا فيديو، وحقيبة ظهر، والتي تعد بمثابة مخزون اللاعب. يمكن للاعب التفاعل مع الكلب، عن طريق اختيار واحد من خمسة أوامر من القائمة، من الأهمية بمكان أن يبقي الكلب على مقربة من اللاعب في جميع الأوقات، حيث أن الانفصال عنه لبعض الوقت يمكن أن يؤثر على حالة الشخصية داخل اللعبة، تستغرق اللعبة ما يصل إلى ست ساعات لإكمالها.

## روابط خارجية
- بلير ويتش على موقع IMDb (الإنجليزية)